# Аморос, Мигель
Мигель Аморос (р. 1949) — либертарный испанский историк, теоретик и активист ситуационизма, близкий к антииндустриальным тенденциям.

## Биография

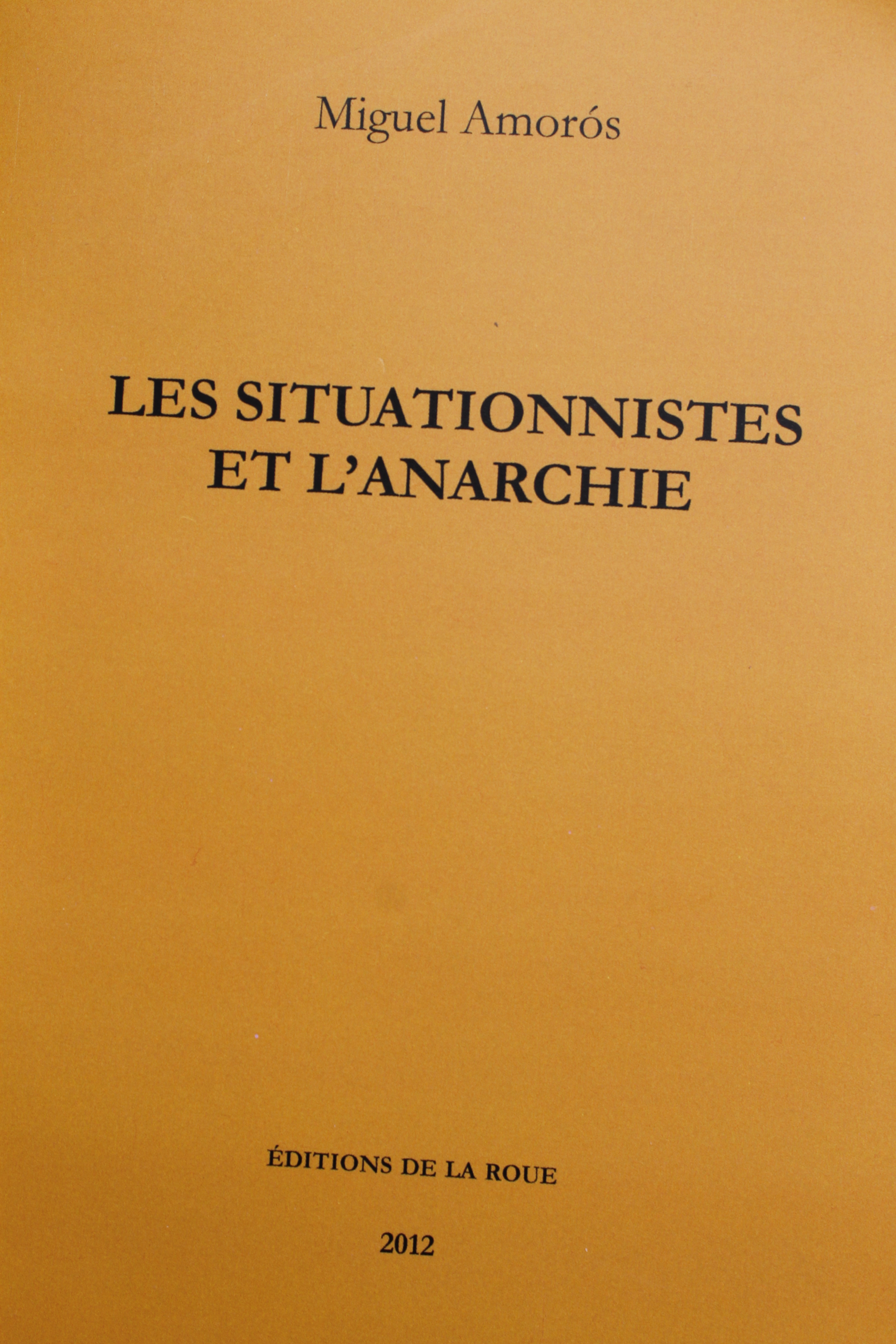
Les Situationnistes et l'Anarchie

Сын и внук анархистов Мигель Аморос также пришёл к анархистским идеям в 1968 году, когда в Испании правил диктатор Франко. Во время 1970-х годов участвовал в основании нескольких анархических групп, таких как Bandera Negra («Чёрное знамя»), Tierra Libre («Свободная земля») и других. Находился в заключении во франкистских тюрьмах, после освобождения эмигрировал во Францию.
В период с 1984 по 1992 год Мигель Аморос принимал участие в разработке постситуационистского журнала «Энциклопедия неприятности».
Писал много статей для либертарной прессы. Кроме того, участвовал в конференциях о социальных вопросах, прежде всего, в отношении идеологии прогресса и ущерба, который он причиняет. Самые важные произведения Мигеля Амороса -- La verdadera historia de Balius и Los Amigos de Durruti и Durruti en el laberinto.
В 2009 году опубликовал биографию испанского анархиста Хосе Пельисера, создателя знаменитой «Железной колонны» во время испанской революции в 1936 году.

## Публикации
- Durruti en el laberinto, Muturreko burutazioak, Bilbao, 2006.
- Salida de emergencia, Pepitas de calabaza, 2012.
- Die Partei des Staates, 1998
- Textsammlung Wo befinden wir uns?
- José Pellicer. El anarquista íntegro, vida y obra del fundador de la heroica Columna de Hierro. Virus editorial, Barcelona 2009. ISBN 978-84-92559-02-2
- Los Situacionistas y la anarquía. Muturreko burutazioak, Bilbao 2008. ISBN 978-84-88455-98-7
- Golpes y contragolpes. ediciones Pepitas de Calabaza, Logroño 2005. ISBN 84-96044-63-7
- Le parti de l'État. Online verfügbar (spanisch)
- La Revolución traicionada. La verdadera historia de Balius y los Amigos de Durruti. Virus editorial, Barcelone 2003. ISBN 84-96044-15-7